# Утакмице фудбалске репрезентације Мађарске 1963.
| Домаћин | Гост |

Фудбалска репрезентација Мађарске је током 1963. године одиграла девет утакмица. Три од њих су биле квалификације за Европско првенство. Од тих девет једна утакмица је била против Велса и два против ДР Немачке.
У сусрету против Данске у мају, Ференц Шипош је педесет седми пут заиграо за репрезентацију без прекида! Против Бугарске је дебитовао 15. септембра 1957. и од тада није пропустио ниједан меч репрезентације. Ниједан фудбалер на свету не може да се похвали таквим низом. У наредном мечу није могао да игра због повреде. Овај сусрет је био против финалисте на Светског првенства Чехословачке, утакмица је одиграна у Прагу. У мађарском тиму су недостајали Алберт, Шандор, Гереч и Шољмоши. За мађарски тим нерешено 2 : 2 је у овим околностима била као победа.
Олимпијска фудбалска репрезентација Мађарске је одиграла још седам утакмица (значи укупно шеснаест утакмица репрезентације у 1963. години), две против Шведске у оквиру квалификација за Летње олимпијске игре 1964. и пет незваничних припремних утакмица (Афричка турнеја), по једну против Сенегала, Обале Слоноваче, Тогоа, Гане и Алжира. Селектор олимпијске репрезентације је био Карољ Лакат.
Савезни селектор националног тима у овом периоду је био:
- Лајош Бароти

## Утакмице
| Велс            | 1 : 1 (1 : 0) | Мађарска       |
| --------------- | ------------- | -------------- |
| Џонас 25’ (пен) | Извештај      | 73’ (пен) Тихи |

| Мађарска                                 | 4 : 0 (0 : 0) | Шведска |
| ---------------------------------------- | ------------- | ------- |
| Палотаи 58’ · Бене 84’ 86’ · Поважаи 85’ | Извештај      |         |

| Шведска             | 2 : 1 (1 : 0) | Мађарска   |
| ------------------- | ------------- | ---------- |
| Милд 10’ · Брод 76’ | Извештај      | 71’ Алберт |

| Мађарска                                                                            | 2 : 1 (2 : 0) | Данска |
| ----------------------------------------------------------------------------------- | ------------- | ------ |
| Гереч 4’ · Фењвеши (17) · Моноштори (53) · Алберт (75) · Ракоши (79) · Шољмоши (83) | Извештај      |        |

| [[Фудбалска репрезентација Чехословачке {{{altlink2}}}\|Чехословачка]] | 2 : 2 (1 : 0) | Мађарска             |
| ---------------------------------------------------------------------- | ------------- | -------------------- |
| Шерер 22’ · Кваснак 80’                                                | Извештај      | 64’ Тихи · 66’ Махош |

| Совјетски Савез | 1 : 1 (0 : 0) | Мађарска  |
| --------------- | ------------- | --------- |
| В. Иванов 69’   | Извештај      | 76’ Махош |

| Југославија                | 2 : 0 (2 : 0) | Мађарска |
| -------------------------- | ------------- | -------- |
| Скоблар 12’ · Самарџић 27’ | Извештај      |          |

| Источна Немачка | 1 : 2 (0 : 1) | Мађарска              |
| --------------- | ------------- | --------------------- |
| Нелднер 50’     | Извештај      | 17’ Бене · 90’ Ракоши |

| Шведска            | 2 : 2 (2 : 2) | Мађарска              |
| ------------------ | ------------- | --------------------- |
| Торд 9’ · Хари 17’ | Извештај      | 18’ Дунаи · 26’ Лацко |

| Мађарска                | 2 : 1 (2 : 0) | Аустрија  |
| ----------------------- | ------------- | --------- |
| Алберт 15’ · Шандор 29’ | Извештај      | 79’ Вебек |

| Мађарска                                 | 3 : 3 (2 : 2) | Источна Немачка                     |
| ---------------------------------------- | ------------- | ----------------------------------- |
| Бене 8’ · Шандор 17’ · Шољмоши 50’ (пен) | Извештај      | 14’ Хајне · 25’ Р. Дуке · 81’ Ерлер |

| Сенегал | 3 : 8    | Мађарска                      |
| ------- | -------- | ----------------------------- |
|         | Извештај | Новак · Комора · Дунаи · Бене |

| Обала Слоноваче | 1 : 4    | Мађарска               |
| --------------- | -------- | ---------------------- |
|                 | Извештај | Ђ. Нађ · И. Нађ · Бене |

| Того | 2 : 3    | Мађарска              |
| ---- | -------- | --------------------- |
|      | Извештај | аг’ · Поважаи · Дунаи |

| Гана | 1 : 2    | Мађарска       |
| ---- | -------- | -------------- |
|      | Извештај | Комора · Дунаи |

| Алжир | 0 : 3 (0 : 0) | Мађарска                  |
| ----- | ------------- | ------------------------- |
|       | Извештај      | 69’ 71’ Бене · 82’ Ђ. Нађ |

## Голгетери у 1963.
| - Лајош Тихи - Ференц Бене - Карољ Палотаи - Ласло Поважаи - Флоријан Алберт - Јанош Гереч - Мате Фењвеши - Тивадар Моноштори - Ђула Ракоши - Ерне Шољмоши - Ференц Махош - Карољ Шандор - Имре Комора |

## Извори и спољашње везе
- Dénes Tamás-Rochy Zoltán. A 700. után. Rochy és Társa. ISBN 963-04-7169-8.
- Rejtő László – Lukács László – Szepesi György: Felejthetetlen 90 percek. Budapest: Sportkiadó. 1977.  963-253-501-4
- Све утакмице репрезентације Мађарске
- Репрезентација Мађарске на фудбалској бази података
- Утакмице репрезентације Мађарске (1963)